# Luisa Brancaccio
Luisa Brancaccio (Napoli, 1970) è una scrittrice italiana.

## Biografia
Nata nel 1970 a Napoli, vive e lavora a Roma.
Ha esordito nel 1994 con un racconto nel volume collettivo Bambine cattive, curato da Antonella Fiori.
Nel 1996, con il racconto Seratina, scritto a quattro mani con il quasi esordiente Niccolò Ammaniti, partecipa alla famosa antologia einaudiana Gioventù cannibale, uscita per la cura di Daniele Brolli: il libro ottiene un grande successo e diventa un caso editoriale e letterario.
Quattro anni dopo la scrittrice partecipa ad un altro volume collettivo, Italia odia con il racconto London calling.
Discostatasi dalla corrente letteraria dei Cannibali, nel 2013 pubblica per Einaudi il romanzo Stanno tutti bene tranne me vincendo il Premio Volponi nella sezione opera prima.

## Premi e riconoscimenti
- Vincitrice della menzione speciale per il soggetto e le tematiche trattate al Premio letterario Hermann Geiger (2014).
- Vincitrice del Premio John Fante Opera Prima (2014).
- Vincitrice del Premio Opera Prima "Stefano Tassinari" Al Premio Letterario Nazionale "Paolo Volponi" (2014).
- Finalista Premio letterario città di Rieti 2015